# 謝貴
謝貴（？—1399年），字青萍，烏程（今湖州）織裡鎮謝漊人。明初開國功臣。
元末隨朱元璋起義，因軍功授河南衛指揮僉事，加廣威將軍。
建文元年（1399年），惠帝以謝貴為都指揮使，同北平布政使張昺監視燕王朱棣動靜；朝廷遣人逮燕府官校。燕王假裝將官校們綁在王府大廳，誘騙張昺、謝貴進端禮門查驗，卻設置伏兵將張、謝等人捉獲；張昺、葛誠、盧振等人皆不屈而死，燕王府長史葛诚被族滅。朱棣稱帝後，全家遭滅族，唯三子謝公權避居得免。崇禎時，贈爵英山伯，賜諡勇愍。清乾隆四十一年（1776年），諡忠烈。